# Explosivo 96
Explosivo 96 es un álbum de Los Twist editado en 1995, último de la banda al día de hoy.
Este trabajo se compone de remixes de viejas canciones, llevadas a cabo por diversos DJ junto a Pipo Cipolatti y Daniel Melingo, más algunos temas nuevos, en vivo y versiones karaoke.

## Lista de temas
1. Jugando hulla hulla
2. En el bowling
3. Mi ceviche (Guajira)
4. Salsa!
5. Vals de los abuelos
6. Mocasín
7. 25 estrellas de oro
8. Mangio il mio ceviche
9. Ritmo colocado
10. Ceviche carioca
11. Lo siento
12. El viejo bufanda
13. Potpourri TV
14. Casino
15. Surfeando el ceviche
16. Pensé que se trataba de cieguitos
17. Aguante ceviche
18. Jabones flotadores
19. Exclusivo!
20. El primero te lo regalan, el segundo te lo venden
21. Cleopatra, la reina del twist
22. Vals de los abuelos